# Макарони по-флотськи
Макарони по-флотськи (рос. Макароны по-флотски) — страва з макаронних виробів з подрібленим смаженим м'ясом і цибулею. Рецепт сформувався в СРСР у 1950-х роках.

## Історія
Одна з перших згадок страви з макаронів із м'ясом на флоті зустрічається у зв'язку з бунтом, що стався 19 жовтня 1915 року на лінкорі «Гангут». Причиною бунту стало порушення морських традицій, коли після виконання фізично важкої роботи по навантаженню на корабель вугілля замість належних макаронів з м'ясом матросам була запропонована ячна каша.
У «Книзі про смачну і здорову їжу» 1939 року видання розміщений рецепт консервів «Макарони з м'ясом», схожих на макарони по-флотськи (пізніше стали випускатися консерви «макарони з м'ясом по-флотськи»). Там же наводиться рецепт «Макаронів або лапшевник з м'ясом», технологія приготування якого включає в себе обсмажування м'ясного фаршу. Вперше рецепт макаронів по-флотськи був опублікований у книзі «Кулінарія» 1955 року видання. Пізніше він також увійшов до книги «Самобутня кухня» (1965), «Керівництво з приготування їжі у військових частинах і установах радянської армії і військово-морського флоту» (1980)  і «Підручник кока» (1982).

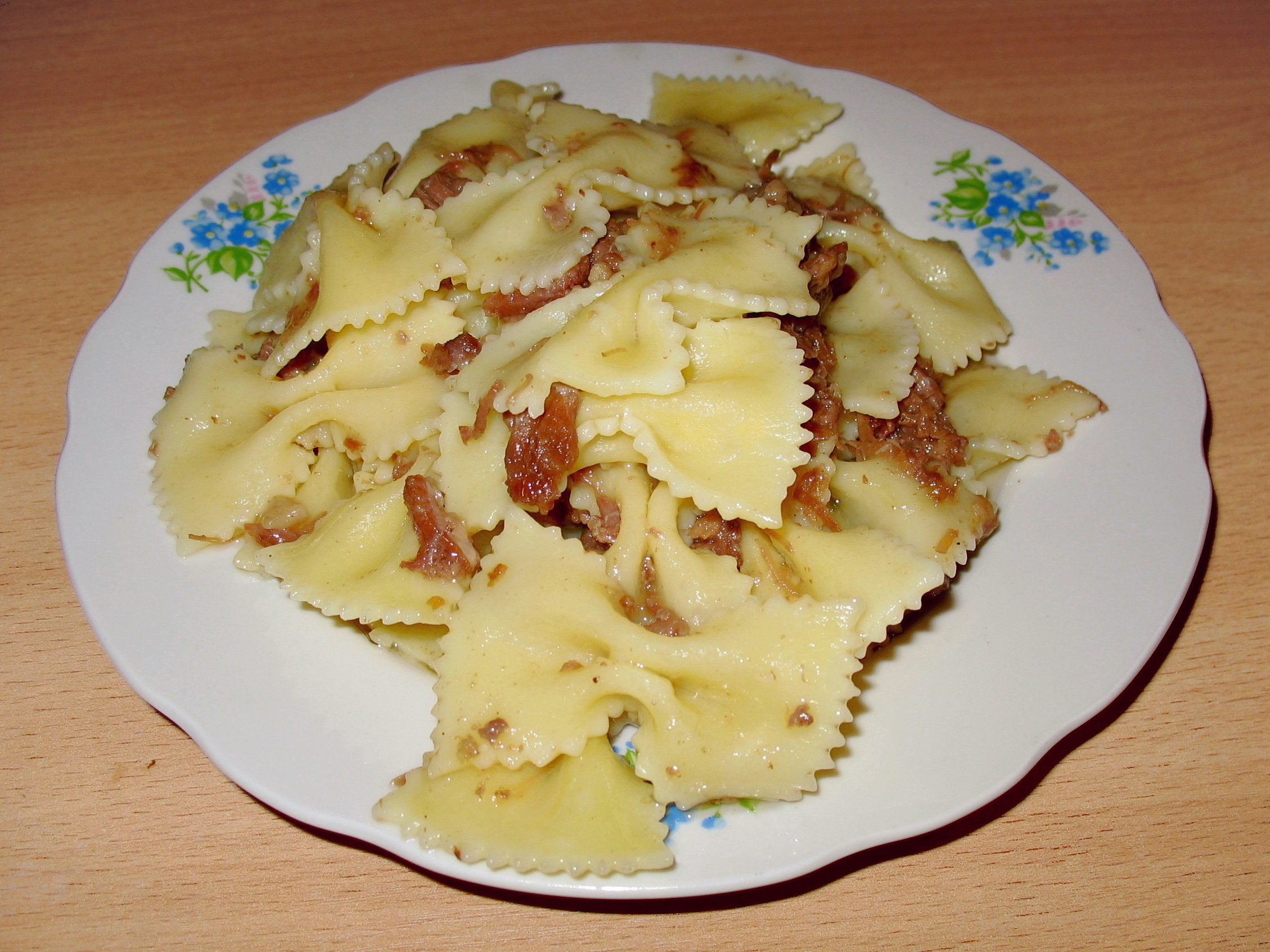
Метелики по-флотськи

## Технологія приготування
Яловичину, свинину або баранину пропускають через м'ясорубку й обсмажують, потім змішують з готовими макаронами та дрібно нарізаною обсмаженою цибулею  .

## Додаткові факти
Макарони по-флотськи згадуються С. П. Корольовим у монографії Бориса Чертока, що оповідає про події на радянському підводному човні в 1955 році.
Індійський режисер і актор Радж Капур на прийомах у своїй кіностудії R. K. Films став пригощати гостей макаронами по-флотськи, після того як відвідав СРСР в 1954 році з прем'єрою фільму «Бродяга».